# 阪急交通社
株式会社阪急交通社（はんきゅうこうつうしゃ）は、阪急阪神ホールディングスの中核事業会社で阪急阪神東宝グループに属する日本の旅行会社、大手旅行会社の一つ。大阪府大阪市北区梅田に本社を置く。
「トラピックス」をメインに、5つのブランド展開で『心に届く旅』を提供している。2018年度の旅行取扱高は業界第5位。

## 歴史・概要

### 電鉄会社の一部門としての創業と航空貨物との併営
1948年2月22日、阪急電鉄が代理店部を設立して航空代理店業務を開始し、同年11月、阪神電気鉄道が航空代理店の業務を開始し、海外業務渡航を中心に旅行代理店業務を行ったのが始まりである。
1960年10月5日、阪急電鉄の代理店部が分社化し、株式会社阪急国際交通社が設立され、1962年4月に初代株式会社阪急交通社を吸収合併して2代目株式会社阪急交通社と社名を変更し、その後は2代目株式会社阪急交通社が事業を行っていた。
もう一方の阪神電気鉄道グループは、阪神電鉄本体の航空営業部で事業を続けていた。ちなみにブランド名は「	阪神航空	」である。
当社は株式会社阪急交通社として独立した後も、他の大手旅行代理店と異なり、航空貨物事業との併営を続けていた。
この点は後に当社と合併した阪神航空も同様で、1999年10月に、阪神電気鉄道から国際航空貨物取扱業を阪神エアカーゴ株式会社に営業譲渡して分離独立する までは、阪神電気鉄道航空営業部が航空貨物事業との併営を続けていた。

### 通信販売や海外・業務渡航への注力
当社は創業時から航空貨物との併営で業務渡航に強かった関係で、店頭販売を主力とする同業他社と比較して店舗数が少なかった。そのため、雑誌や新聞、ダイレクトメールによる専用カタログなどの媒体を活用して消費者にパッケージ・ツアー商品の宣伝を行う通信販売に早くから注力し、1985年から新聞での定期的募集広告を始めて1989年からは通信販売部門に「トラピックス」というブランド名の使用を開始し、この事業を専門に扱うメディア販売センターを設立し、1999年には会員向け情報誌「トラピックス倶楽部」を創刊して集客力の強化を図った。
全食事全観光付きで添乗員同行という完全な旅行パッケージ商品の形態でありながら、商品数を絞り込むことで価格を安く設定したため、添乗員付き商品を望む中高年層の支持を受け、利用者の70%以上を55歳以上が占めるなど人気を集め、2001年以降は高級ブランドの「ロイヤルコレクション」や、ゆとりを特徴とする「クリスタルハート」を合わせた通信販売で取扱高の約80%を上げるに至った。
毎週末の新聞広告による募集を行って電話などで受け付ける形態を定着させたため、2005年度に新聞広告出稿量が前年度1位のトヨタを抜いて1位となるほど、多くの新聞広告を打っている(その後8年連続全業種で1位)。
また、国際航空業務を主力として創業した経緯から、他の大手旅行会社とは逆に海外旅行の取り扱いが国内旅行を上回る、海外旅行に強みを持つ旅行会社となっていた ほか、後に当社と合併した阪神電気鉄道航空営業部も海外業務渡航に注力して収益力の強化を図っていた。
1992年から1997年には東急観光（現 東武トップツアーズ）と業務提携してと共同出資で海外旅行専門の旅行商品卸売会社ヴィータを設立して共同での海外旅行パッケージの開発を行っていた。

### 経営統合とその後の展開
村上ファンドの電撃的な阪神株買い占めへの対抗策として行われた阪急ホールディングスによって行われた株式の公開買い付けを経て2006年10月1日に親会社であった阪神電気鉄道が阪急ホールディングスと経営統合したことを受け、阪急阪神ホールディングスの傘下に入った（「阪急・阪神経営統合」も参照）。
これに伴い、2007年3月より予約システムを統一して、2代目株式会社阪急交通社と阪神電気鉄道航空営業部が各店舗で相互のオリジナルブランド旅行パッケージ商品の販売を開始し、共同仕入れや取り扱う旅行保険の一本化などを進めて経費削減を進めた。
2008年4月1日に、2代目株式会社阪急交通社が中間持株会社・阪急阪神交通社ホールディングスとなり、2代目株式会社阪急交通社の旅行代理店部門を3代目株式会社阪急交通社が継承し、2008年4月に阪神電気鉄道が旅行業部門を分離独立させて設立した 阪神航空株式会社と共に、阪急阪神交通社ホールディングスの傘下に入った。
2010年4月1日に阪神航空株式会社の主催旅行と団体旅行、外国人旅行部門を3代目株式会社阪急交通社が継承して 阪神航空営業本部となり、東京フレンドツアー営業部と大阪フレンドツアー営業部が設置され、阪神航空フレンドツアーのブランドも継承したため、主力のトラピックスやクリスタルハート、イーベリー、ロイヤルコレクションと合せて5つ旅行パッケージブランドを運営することになった。
また、この業務統合に伴う再編により、3代目株式会社阪急交通社の業務渡航部門を分離して阪神航空株式会社に集約し、同社の社名を阪急阪神ビジネストラベル株式会社とした。
阪神航空株式会社を合わせた2008年度実績で総取扱額が3039億1016万円で4位、海外旅行取扱額が1948億9792万円で3位、国内旅行取扱額は1077億2628万円で5位だった。
2009年度実績で日本旅行を抜き、初めて3位に浮上し、1954年以来55年ぶりに旅行業上位3社の順位が変動、2012年度には2位を記録した。2016年度の取扱額は6位。
通信販売に強みを持ち、店頭販売にあまり注力していないため支店のほとんどは経費が少ないオフィスビルの2階以上にあるいわゆる空中店舗となっている。

## 沿革
- 1948年（昭和23年）
  - 2月22日 - 京阪神急行電鉄（現在の阪急阪神ホールディングス）内で当時世界一の航空会社であったパンアメリカン航空と、日本初の代理店契約を締結し、航空代理店業務を開始。
  - 11月 - 阪神電気鉄道内で航空代理店の業務開始[6]
- 1952年（昭和27年） - 戦後まもない海外渡航者が少ないこの時代には太平洋航路の主要な汽船会社の代理店となり訪日観光を主業務とする。
- 1955年（昭和30年） - サンフランシスコに本社を置くJapan Tours Inc社を米国の総代理店として観光客の受け入れを組織化。イギリスの作家サマセット・モーム等の著名人の訪日観光を取り扱いなど世間の注目を浴びる。
- 1960年（昭和35年）10月5日 - 京阪神急行電鉄より分社化し株式会社阪急国際交通社を設立。
- 1961年（昭和36年）1月1日 - 営業開始。
- 1962年（昭和37年）4月1日 - 姉妹会社の（初代）阪急交通社を吸収合併し、同年4月2日に（2代）株式会社阪急交通社に社名変更。
- 1970年（昭和45年） - 日本万国博覧会の6ヵ月間で、海外から700団体25,000人が当社のパッケージツアーにて来日。
- 1972年（昭和47年） - 海外ホールセラーブランド「グリーニングツアー」開始。
- 1985年（昭和60年） - 新聞での定期的募集広告始める。
- 1986年（昭和61年） - 1991年（平成3年） -「アラン・ドロンとツアーを一緒に」販売。
- 1989年（平成元年） - トラピックスブランドにて旅行販売開始（関西地区）。
- 1991年（平成3年）2月1日 - 阪急電鉄グループの旅行会社の株式会社日本観光倶楽部を吸収合併。
- 1993年（平成5年）11月 - 海外旅行企画商品の効率的な企画販売業務を推進するため東急観光（現・東武トップツアーズ）との折半出資により株式会社ヴィータを設立（1998年9月30日提携解消）。
- 1996年（平成8年）4月 - 東日本地区もトラピックスブランドに統一。
- 1999年（平成11年） - 会員向け情報誌「トラピックス倶楽部」大阪で創刊。またこの年、新聞広告出稿量が「トヨタ自動車」を抜きランキング1位に。
- 2000年（平成12年）4月 - 東日本地区の会員向け旅行誌が「あらうんど」から「阪急旅倶楽部」に。
- 2002年（平成14年）
  - ISO 9001 を取得。（トラピックス）（7月）
  - 7月 - 海外旅行取扱高業界第2位。
  - 9月30日 - ホールセール商品「グリーニングツアー」の造成・販売を中止、トラピックスへ注力。
- 2002年（平成14年）11月- 本社を梅田の阪急グランドビルから西天満の阪急交通社大阪ビルに移転。
- 2003年（平成15年） - 国内300万人、海外88万人取扱、「トラピックス倶楽部」全国で発行部数300万部突破。
- 2005年（平成17年）4月1日 - 阪急電鉄グループの再編により阪急ホールディングス株式会社（旧商号：阪急電鉄株式会社、現：阪急阪神ホールディングス株式会社）の中核事業会社となる。
- 2006年（平成18年）
  - 10月1日 - 阪急ホールディングスと阪神電気鉄道との経営統合に伴い、阪急阪神ホールディングスの中核事業会社となる。
  - 11月 - インターネット宿泊予約サービス「The お宿」スタート。
- 2007年（平成19年）
  - 3月 - 予約システムを統一して2代目株式会社阪急交通社と阪神電気鉄道航空営業部が各店舗で相互のオリジナルブランド旅行パッケージ商品の販売を開始。
  - 10月1日 - 阪急交通社旅行事業分割準備株式会社を設立。
- 2008年（平成20年）
  - 4月1日 - （2代目）株式会社阪急交通社が、会社分割で旅行事業を阪急交通社旅行事業分割準備株式会社に承継させ、持株会社化。2代目株式会社阪急交通社が株式会社阪急阪神交通社ホールディングスに、阪急交通社旅行事業分割準備株式会社が3代目株式会社阪急交通社に商号変更。国際輸送事業を承継した[11] 阪急エクスプレスも発足[12]。阪神電気鉄道が旅行業を分離独立させて阪神航空株式会社を設立[6]。阪急阪神交通社ホールディングスの傘下入り[12]。

  - 12月 - ハワイの現地手配会社（Hankyu USA）廃業。
- 2010年（平成22年）4月1日 - 阪神航空株式会社の阪神航空フレンドツアーなど個人向け旅行商品ブランドのを阪神航空から移管、統合。
- 2011年（平成23年）5月 - 本社を西天満の阪急交通社大阪ビルから梅田のハービスOSAKAに移転。
- 2013年（平成25年）4月1日 - 阪急阪神交通社ホールディングスが阪急阪神エクスプレスに吸収合併され、阪急阪神ホールディングスの直接の子会社となる。

## 阪急・阪神統合による事業再編
2007年（平成19年）3月より、両社の各店舗で相互のオリジナルブランド商品の販売を本格スタート。
2008年（平成20年）4月1日より、阪急交通社が阪急阪神交通社ホールディングスとして旅行・国際輸送の両事業を統括する中間持株会社に移行。その傘下に、（3代）「株式会社阪急交通社」（3月31日までは「阪急交通社旅行事業分割準備株式会社」）並びに阪神電気鉄道株式会社の旅行部門を承継する会社「阪神航空株式会社」と、国際輸送部門を継承する2会社「阪急エクスプレス」と「阪神エアカーゴ」の4事業会社を並列の関係で事業を展開する体制に移行した。
2009年（平成21年）10月1日に、国際輸送事業について、持株会社傘下の「阪急エクスプレス」と「阪神エアカーゴ」を統合した新会社「阪急阪神エクスプレス」に改組。
2010年（平成22年）4月1日に、旅行事業について、「阪神航空」が持っている「フレンドツアー」などの個人旅行部門を「阪急交通社」へ移管し、旅行代理店業務を阪急交通社に一本化した。一方、業務渡航部門は、「阪急交通社」の傘下の会社として「阪神航空」を改組した「阪急阪神ビジネストラベル」へ移管された。
阪急阪神ホールディングスグループ内における旅行・国際運送事業の見直しにより、2013年4月1日をもって中間持株会社制度を廃して中核事業会社とすることとなった。

## 旅行パッケージブランド
trapics （トラピックス）
新聞広告を主体としたメディア販売商品の国内・海外基幹ブランド。
Crystal heart （クリスタルハート）
トラピックスよりゆとりのリピーター向け国内・海外ブランド。「すずらん会」より改称（関東地区）。
ロイヤルコレクション
海外最上級ブランド。航空会社・ホテル指定。2連泊中心のゆとり日程。
e-very （イーベリー）
ホテルと飛行機がセットになったパッケージツアー。自由旅行、航空券単体の販売も行う。2001年（平成13年）4月「トラピックスfit」と「HOT CLUB」を統一して誕生。
フレンドツアー
2010年（平成22年）4月から阪神航空から移管された 個人向け旅行商品。ヨーロッパ旅行に強みがある。

## 取扱高の推移
- 2002年（平成14年） - 3,847億円
- 2003年（平成15年） - 3,870億円
- 2004年（平成16年） - 3,602億円
- 2005年（平成17年） - 4,312億円
- 2006年（平成18年） - 4,559億円
- 2007年（平成19年） - 3,889億円
- 2008年（平成20年） - 3,039億円[12]
- 2009年（平成21年） - 3,528億円
- 2011年（平成23年） - 3,447億円
- 2012年（平成24年） - 3,874億円
- 2013年（平成25年） - 3,716億円
- 2014年（平成26年） - 3,694億円　※以後連結決算額
- 2015年（平成27年） - 3,358億円

## トラピックス歴代イメージキャラクター
- 高島忠夫
- 朝吹南
- 紺野まひる
- 映美くらら
- 白羽ゆり
- 柳原可奈子
- 夢咲ねね
- 真矢みき（2013年TV-CM）
- 芹香斗亜（2015年～宝塚歌劇団男役として初めて起用された。）[15]
- 渡辺直美（2018年～「トラピ宣伝部長」）

## 広告活動

### ラジオ
- ズバリ快答!テレフォン身の上相談（TBSラジオ、月曜日 - 金曜日放送、2012年3月30日まで）
  - 『大沢悠里のゆうゆうワイド』に内包されている。また『ゆうゆうワイド』のパーソナリティである大沢悠里とさこみちよが参加するツアーも主催している。

### テレビ
- 上沼恵美子のおしゃべりクッキング（朝日放送制作/テレビ朝日系列、月曜日 - 金曜日の隔日放送・13時20分頃、2008年4月1日 - 2009年3月31日）

### 新聞
- 2007年（平成19年）度の新聞広告出稿量は、81154段（日本デイリー通信社調べ）で全業種で1位。2013年度現在、8年連続1位

## 特記事項
- 阪急交通社東京ビル（港区西新橋）が1964年の建築より43年経ち老朽化による建替えのため各部署が移転。
- 2006年（平成18年）10月5日 - ケータイクレジット「iD」導入 （三井住友カード）
- 2007年（平成19年）12月3日 - 携帯電話による旅行総合サイト【阪急トラべる】が、NTTドコモの公式メニューとして掲載。
- 2010年（平成22年）2月1日 - 新潟支店・沖縄支店開設。
- 2011年（平成23年）2月1日 - 北関東支店（宇都宮市）・山陰営業所（松江市）開設。
- 2013年（平成25年）1月21日 - 長野支店（長野市）・2月4日 - 青森営業所（青森市）開設。
  - 日本経済新聞社と旅行事業で共同運営を開始。合弁会社株式会社日経カルチャー。（持株比率49%）[16]
- 2014年（平成25年）2月17日- 山口営業所（山口市）開設。

## 阪急交通社グループ
- 阪急阪神ビジネストラベル
- 阪急トラベルサポート - 派遣事業・旅行サポート事業
- エアサーブ
- 阪神トラベルインターナショナル - 観光庁長官登録第一種旅行業務第1732号
- 阪急国際旅行社（中国）有限公司
- VIAJES HANSHIN SRL
- HANKYU TRAVEL INTERNATIONAL SINGAPORE PTE.LTD.

## 関連会社
- 株式会社日経カルチャー

## 裁判
2013年5月17日、仙台の男性が添乗員付きの欧州ツアー旅行でスペインやポルトガルを訪れた後、英国のヒースロー空港に置き去りにされたと提訴した。ツアーには26人が参加し2013年1月にヒースロー空港でこの男性などが無作為に選ばれ、手荷物の再検査を受け、時間がかかったことから搭乗できなかった。この際、再検査を先に終えた添乗員と女性客は男性客を待たずに搭乗ゲートに移動、女性添乗員は男性が遅れる旨をゲートの係員に知らせたがそのまま係員の指示に従い成田空港行きの航空機に搭乗した。追って男性も再検査を済ませ搭乗ゲートに駆け付けたが、最終的に出発には間に合わなかった。帰国後の問い合わせに「会社に過失はないので費用は補償できない」との回答を当社がしたことなどもあり、訴訟に至った。2013年11月14日、仙台地裁で和解。

## 関連会社
- 株式会社日経カルチャー